# Gęsia Górka (przystanek kolejowy)
Gęsia Górka – przystanek kolejowy w Gęsiej Górce, w województwie wielkopolskim, w Polsce. Znajduje się na linii 181. Herby Nowe – Oleśnica.